# Ichneumon snethlageae
Ichneumon snethlageae is een vliesvleugelig insect (orde Hymenoptera) uit de familie van de gewone sluipwespen (Ichneumonidae). De wetenschappelijke naam van de soort werd in 2016 door Rebecca Kittel gepubliceerd als nomen novum voor Ichneumon femorator Cuvier, 1833. Die naam was in 1802 door William Kirby al vergeven aan een andere sluipwesp.
De naam gedenkt Emilie Snethlage (1868–1929), een Duits-Braziliaans natuuralonderzoekster en ornithologe.